# Melanchra sibirica
Melanchra sibirica là một loài bướm đêm trong họ Noctuidae.